# Mello (Oise)
Mello – miejscowość i gmina we Francji, w regionie Hauts-de-France, w departamencie Oise.
Według danych na rok 1990 gminę zamieszkiwało 411 osób, a gęstość zaludnienia wynosiła 123 osoby/km² (wśród 2293 gmin Pikardii Mello plasuje się na 601. miejscu pod względem liczby ludności, natomiast pod względem powierzchni na miejscu 1028.).